# Sauwerd vasútállomás
Sauwerd vasútállomás vasútállomás Hollandiában, Winsum községben, Sauwerd településen.

## Vasútvonalak
Az állomást az alábbi vasútvonalak érintik:
- Groningen–Delfzijl-vasútvonal
- Sauwerd–Roodeschool-vasútvonal

## Kapcsolódó állomások
A vasútállomáshoz az alábbi állomások vannak a legközelebb:
- Winsum vasútállomás (Eemshaven vasútállomás, Sauwerd–Roodeschool-vasútvonal)
- Bedum vasútállomás (Delfzijl vasútállomás, Groningen–Delfzijl-vasútvonal)
- Groningen Noord vasútállomás (Groningen vasútállomás, Groningen–Delfzijl-vasútvonal)